# Шафисхайм
Шафисхайм (нем. Schafisheim) — коммуна в Швейцарии, в кантоне Аргау.
Входит в состав округа Ленцбург.  Население составляет 2678 человек (на 31 декабря 2007 года). Официальный код  —  4207.

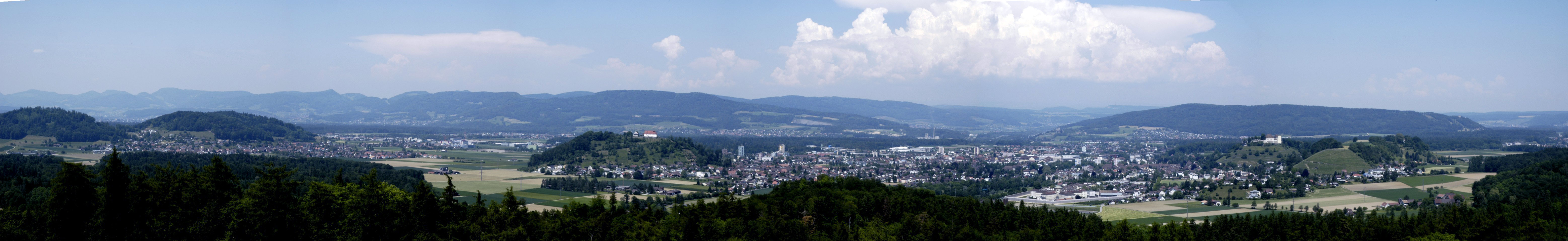
Шафисхайм - панорама.